# Alex Reese
Alex Reese, född 21 mars 1999 i Pelham i Alabama, är en amerikansk professionell basketspelare (PF/C) som spelar för Philadelphia 76ers i National Basketball Association (NBA). Han har tidigare spelat för Oklahoma City Thunder.
Reese har också spelat som proffs i Luxemburg.
Han blev aldrig NBA-draftad.
Innan Reese blev proffs studerade han vid University of Alabama och spelade för deras idrottsförening Alabama Crimson Tide.